# Pseudochironomus articauclus
Pseudochironomus articauclus är en tvåvingeart som beskrevs av Ole Anton Saether 1977. Pseudochironomus articauclus ingår i släktet Pseudochironomus och familjen fjädermyggor.
Artens utbredningsområde är Manitoba. Inga underarter finns listade i Catalogue of Life.